# Miss Ella Fitzgerald & Mr Gordon Jenkins Invite You to Listen and Relax
Miss Ella Fitzgerald & Mr Gordon Jenkins Invite You to Listen and Relax es una recolección material de la cantante Ella Fitzgerald entre 1949 y 1954,todas las canciones fueron arregladas por Gordon Jenkins.

## Canciones
1. "I Wished on the Moon" (Dorothy Parker, Ralph Rainger) – 3:08
2. "Baby" (Robert Colby, Floyd Huddleston) – 2:44
3. "I Hadn't Anyone Till You" (Ray Noble) – 3:02
4. "A Man Wrote a Song" (Dave Franklin) – 3:11
5. "Who's Afraid (Not I, Not I, Not I)" (Doris Tauber, Jack Lawrence) – 2:45
6. "Happy Talk" (Richard Rodgers, Oscar Hammerstein II) – 2:25
7. "Black Coffee" (Paul Francis Webster, Sonny Burke) – 3:03
8. "Lover's Gold" (Morty Nevins, Bob Merrill) – 3:04
9. "I'm Gonna Wash That Man Right Outta My Hair" (Rodgers, Hammerstein) – 2:53
10. "Dream a Little Longer" (Donald Kahn) – 2:59
11. "I Need" (Ralph Care, Sol Marcus) – 2:40
12. "Foolish Tears" (Jenny Lou Carson) – 2:57

## Personnel

### Interpretaciones
- Ella Fitzgerald – vocal
- Gordon Jenkins – arranger